# Matthew Hartmann
Matthew James Calibjo Hartmann (Southampton, 19 agosto 1989) è un calciatore inglese naturalizzato filippino, difensore del Totton & Eling.

## Carriera

### Club
Durante la sua carriera conta 4 presenze con il Weymouth e 5 con il Bognor Regis Town.

### Nazionale
Conta una presenza con la Nazionale filippina.